# Protosteira
Protosteira is een geslacht van vlinders van de familie spanners (Geometridae), uit de onderfamilie Larentiinae.

## Soorten
- P. achroa Prout, 1935
- P. decolorata Herbulot, 1984
- P. spectabilis (Warren, 1899)
- P. turlini Herbulot, 1988